# Gellért Gábor
Gellért Gábor (Sümeg, 1914. szeptember 13. – Budapest, 1987. február 10.) újságíró, kritikus, Gellért Kis Gábor (1946–2013) főiskolai tanár, újságíró apja.

## Élete
Gellért Sámuel (1883–1942) ügyvéd, újságíró és Horvát Janka gyermekeként született zsidó családban. Hírlapírói pályafutását 1939-ben a Képes Sportnál kezdte. Írásai a Nagyvilág és az Élet és Irodalom hasábjain jelentek meg. Megalakulásától kezdve a Magyarország című lap szerkesztőségének tagja volt. Az 1950-as években munkatársa volt az Új Magyar Könyvkiadónak, majd a Magyar Újságírók Országos Szövetségénél dolgozott.
Műfordítással is foglalkozott, főként kortárs olasz szépprózát ültetett át magyar nyelvre.
Felesége Sugár Erzsébet (1916–1981) volt.
A Farkasréti temetőben nyugszik.

## Művei
- Az elkötelezettség irodalma (Nagyvilág, 1957, 8.)
- Ígéretek földje. Gellért Zsuzsával. (riportok, Budapest, 1958)
- Lázas nyár: 1944. márc. 19 - 1944. okt. 15. : történelmi riportok (Budapest, 1967)
- Az a vasárnap : a szovjet diplomácia a két világháború között (Magvető, Budapest, 1968)
- Maffia (Budapest, 1978)
- A láthatatlan hatalom (regény, Budapest, 1986)

### Fordításai
- Harald Hauser: Öt perccel éjfél után. Verseket Urbán Eszter fordította. (Budapest, 1956)
- Vasco Pratolini: Szegény szerelmesek krónikája. Fordította Határ Győző. Utószót írta Gellért Gábor. Ill. Végh Dezső. (regény, Budapest, 1956)
- Silvia Magi Bonfanti: Speranza egy boldog asszony. Fordította Teknős Péter. Utószót írta Gellért Gábor. (Budapest, 1956)
- Alberto Moravia: Római történetek (Budapest, 1957, 2. kiadás: Budapest, 1987)
- Alberto Moravia: Egy asszony meg a lánya. Utószót írta Mesterházi Lajos. (regény, Budapest, 1960)
- Curzio Malaparte: Kaputt. Fordította Lontay Lászlóval. Utószót írta Simó Jenő. Ill. Kováts Albert. (Budapest, 1962, 2. kiadás: Budapest, 1963, 3. kiadás: Budapest, 1966, 4. kiadás: Budapest, 1975)
- Karl Georg Egel, Harri Czepuck: Karambol a Vénusz-hegyen (regény, Budapest, 1965)
- Karl Lukan: Hegyek csavargói (Budapest, 1967)
- Fred J. Cook: Az ismeretlen FBI (Budapest, 1969, 2. kiadás: Budapest, 1971)
- Nicholas Gage: A maffia nem egyformán fizet. Fordította és utószót írta. (Kossuth Kiadó, Budapest, 1974)
- Alberto Moravia: Egy asszony meg a lánya. Utószót írta Szabó György. (1–2. kiadás: Budapest, 1968, 3. kiadás: Budapest, 1969, 5. kiadás: Budapest, 1975. Illusztrálta: Würtz Ádám)